# 李天兵
李天兵（1974年—），出生于中国桂林。1992年他远赴巴黎求学，并于2002年以优秀毕业生资格从巴黎国立美术学院毕业。他是一位融合东西方文化差异，具有多重表现手法的现代主义画家。李天兵现在生活和工作在法国巴黎附近的圣欧文。

## 个人简介
作为中国独生子女的一代，李天兵的作品中无处不在的流露着他童年的孤独经历。从2006年起他开始了自画像系列的创作，以一种虚幻与现实结合的手法解剖着在后文革时代令人窒息的社会和政治背景下的童年回忆。他充满诗意的童年肖像中，常常描绘了一群兄弟和玩伴的陪同。而这种亲密的童年幻想，很大层面上表达了在权威政治环境下独生子女一代所共同失去的东西。
李天兵的作品萦绕于不同的时空之中，游离于往昔的记忆和对社会历史敏锐的洞察力之间，画作中不同的背景和现实的碎片与幻象的世界透过小孩子模糊的脸交相辉映。他结合着个人身份元素与多元文化的渗透，以充满戏剧张力和浪漫主义吸引力的作品受到了广大收藏者的关注。
李天兵在2000年于法国马芒德博物馆举办了首次个人展览，他的诸多个人展览包括，纽约卡舒亚·希尔德布朗画廊，巴塞罗那劳夫特画廊 , 巴黎劳夫特画廊，香港艺术中心，伦敦Stephen Friedman 画廊等。